# 1920年中国
| 中国历史 / 中国历史年表                                                                                                   |
| 世紀： 19世纪中国 / 20世纪中国 / 21世纪中国                                                                               |
| 年代： 1890年代中国 / 1900年代中国 / 1910年代中国 / 1920年代中国 / 1930年代中国 / 1940年代中国 / 1950年代中国大陆         |
| 年份： 1916年中国 / 1917年中国 / 1918年中国 / 1919年中国 / 1920年中国 / 1921年中国 / 1922年中国 / 1923年中国 / 1924年中国 |
| 纪年： 庚申年（猴年）、中华民国9年                                                                                        |

## 大事記

### 1月
- 1月1日——徐世昌以大總統名義頒令褒獎參戰出力人員，特授王士珍勳一位，頒給梁啟超「前識匡時」匾額一方，曹錕授為虎威上將軍，張作霖、倪嗣冲、李純均授為陸軍上將，靳雲鵬、劉冠雄、張懷芝、王占元、趙倜、閻錫山均晉授以勳一位[1]:1169。

### 2月
- 2月1日——庫倫都護使充駐扎庫倫辦事大臣陳毅向北京政府呈報收復唐努烏梁海情形：「查唐努烏梁海地方，在前清時向隸烏里雅蘇台將軍管轄。該地在烏科北境，東西約二千里，南北約八百里，訖為外蒙屏障……物產豐盈，俄人向所垂涎。……迨宣統三年，外蒙變亂，俄遂乘機強占。……海人嫉俄甚深，同心效順，備嘗種種困難，卒告成功，收回八九年已失之領土。」[1]:1179

### 3月
- 3月1日——孫中山在《建設》雜誌第二卷二期發表《地方自治實行法》一文，指出地方自治「當以實行民權、民生兩主義為目的」[1]:1190。

### 4月
- 4月1日——廣州舊國會眾議院副議長褚輔成出走香港，行前號召中國國民黨議員一律到香港集中，以示與岑春煊系決裂，兩院秘書廳在中國國民黨議長林森指揮下，將兩院卷宗封存，分批運往香港[1]:1201。

### 5月
- 5月1日——唐繼堯、劉顯世就任川滇黔聯軍總司令、副司令[1]:1215

### 6月
- 6月1日——雲南督軍唐繼堯通電實行廢督裁兵，即日解除督軍職務[1]:1223。

### 7月
- 7月1日——孫中山命朱執信、廖仲愷至漳州催促陳炯明率師回廣東，並許以經濟上之援助[1]:1234。

### 8月
- 8月1日——吳佩孚通電全國，主張召開國民大會，解決國是，提出大綱八條：定名國民大會；由國民自行召集，不得用官署監督；宗旨取「自決主義」，凡統一善後及制定憲法與修改選舉法及一切重大問題，均由國民大會公決；會員由全國各縣農、工、商、學各會各舉一人，為初選所舉之人，再由全省合選五分之一為複選，俟各省複選完竣，齊集天津或上海，成立開會；期限以三個月內成立，開會限六個月，即行閉會；並主張南北新舊國會一律取消，南北議和代表一律裁撤，所有歷年糾紛，均由國民公決[1]:1249-1250。

### 9月
- 9月1日——《新青年》雜誌第八卷第一期出版，從此期起成為中國共產黨上海發起組之公開機關刊物，大量登載介紹馬克思主義及蘇俄情況之文章[1]:1262。

### 10月
- 10月1日——孫中山電陳炯明、許崇智，命長驅進入廣州，以定粵局[1]:1275。

### 11月
- 11月1日——廣州軍政府任命陳炯明為廣東省長兼粵軍總司令，管理廣東軍務，全省所有陸海軍均歸其節制，免去海軍部長兼海軍第一艦隊司令林葆懌本兼各職，任命湯廷光為海軍部長，任命林永謨為海軍第一艦隊司令兼署理海軍總司令[1]:1289。

### 12月
- 12月1日——中華民國軍政府啟用新印布告：「軍政府新刊印信一顆，文曰：『中華民國軍政府』。已於本年十二月一日啟用。所有從前之軍政印，即行作廢，此令。特此布告。」[1]:1311